# کلیسای سان سالوادور بالددیوس
کلیسای سان سالوادور بالددیوس (به اسپانیایی: Iglesia de San Salvador de Valdediós‎) یک کلیسای کاتولیک رومی قبل از رومانسک است، در کنار ویلاویچیوسا، آستوریاس، اسپانیا واقع شده‌است.
این کلیسا در دره ویلاویچیوسا قرار دارد، محلی که آلفونسو سوم آستوریاس در هنگام دستگیری توسط پسران خود در آن بازداشت شد و در آنجا یک صومعه قدیمی وجود داشت که تحت فرمان بندیکت اداره می‌شد و در قرن سیزدهم توسط سیسترین کلیسای معروف به «کلیسای اسقف» در ۱۶ سپتامبر ۸۹۳ با حضور هفت اسقف مقدس تقدیس شد.

## معماری
این کلیسا بر روی نقشه زمین کلاسیک کلیسایی با یک محراب سه‌گانه قرار دارد و شبستان مرکزی را با چهار طاق نیم دایره از راهروهای کناری جدا می‌کند. در انتهای غربی، سه محفظه وجود دارد، یکی از محوطه مرکزی به عنوان دهلیز دسترسی استفاده می‌شود و دو مورد دیگر در سمت چپ و راست واقع شده‌اند که ممکن است برای اسکان زائران استفاده شده باشد. طاق بالای شبستان مرکزی، مانند آن که روی سقف‌ها قرار دارد، با یک سقف آجری نازل شده و با نقاشی دیواری تزئین شده و انواع مختلف هندسی را به تناوب درآورده است.

طرح زمینی کلیسا

## تریبون سلطنتی
تریبون سلطنتی در بالای دهلیز واقع شده‌است، جدا از منطقه ای که برای جماعت در نظر گرفته شده‌است در شبستان مرکزی، و این منطقه از منطقه اختصاص داده شده به مراسم مذهبی توسط توری‌های آهنی، اکنون ناپدید شده‌است.

## یادداشت
1. ↑  (Arias Paramo 1992، ص. 32)